# رقص اجتماعی

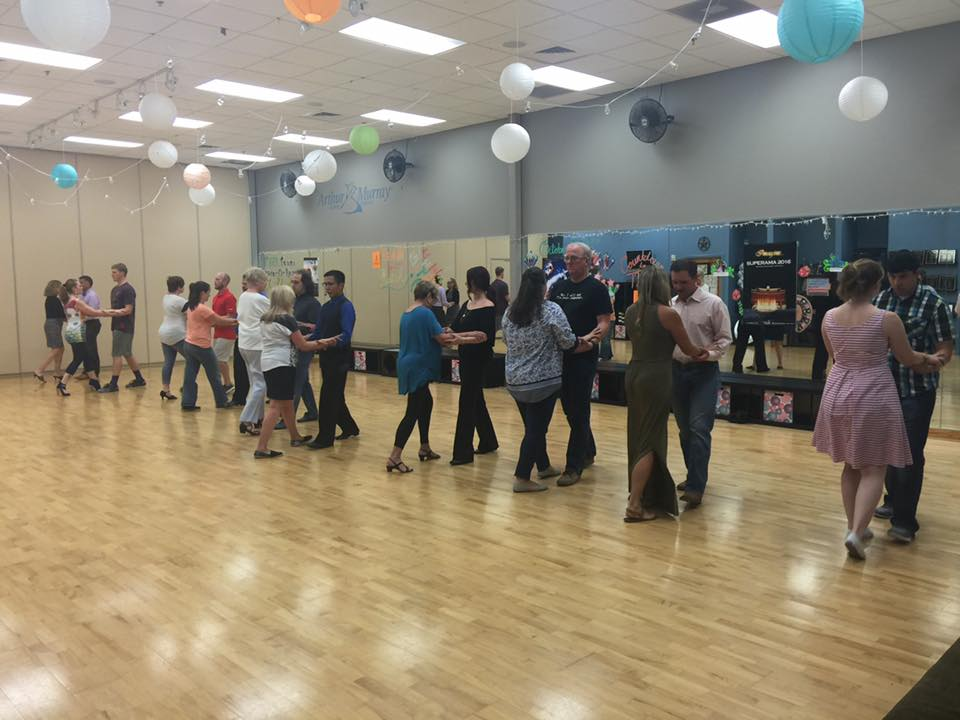
کلاس آموزش رقص اجتماعی یا رقص بالروم در استودیو رقص آرتور موری در وودلندز، تگزاس.

رقص اجتماعی (انگلیسی: Social dance) رقص‌هایی هستند که ماهیت و عملکرد اجتماعی دارند. رقص‌های اجتماعی به جای اهداف نمایشی، در جهت حضور و مشارکت افراد در نظر گرفته می‌شود. افرادی که در این نوع رقص حضور می‌یابند تنها برای معاشرت و تفریح می‌رقصند، هر چند ممکن است کارکرد مراسمی، رقابتی و شهوانی داشته باشد.